# Bernard Maciejowski
Pour les articles homonymes, voir Maciejowski.
Bernard Maciejowski armoiries Ciołek, né en 1548 et mort le 11 août 1610 à Cracovie, fut évêque de Łuck et Cracovie, archevêque de Gniezno et primat de Pologne (1606–1608), grand enseigne de la Couronne (1574–1582), et staroste de Bolesławiec.

## Biographie
Il est le fils de Bernard Maciejowski, staroste de Trembowla, castelan de Lublin et de Radom, et de Elżbieta Kamieniecka. Il avait pour oncle Samuel Maciejowski archevêque de Kraków. 
Il a fait ses études au collège jésuite de Vienne, a combattu lors de la Campagne livonienne d'Étienne Báthory. Il a fait des études de théologie en 1582 à Rome où il est ordonné.
Bernard Maciejowski est chanoine à Cracovie et doyen du chapitre de Gniezno. Il est élu évêque de Łuck en 1587, transféré au diocèse de Cracovie en 1600 et promu archevêque de Gniezno en 1606. Il est ambassadeur du roi Zygmunt III de Pologne auprès du Saint-Siège en 1590-1591 et un des artisans de l'Union de Brest (1596).
Le pape Clément VIII le crée cardinal lors du consistoire du 9 juin 1604. Maciejowski ne participe pas aux deux conclaves de 1605 (élection de Léon XI et de Paul V). Il est un grand partisan des instructions du concile de Trente.

Herb Ciołek.

Il porte les armes Clan Ciołek.

### Sources
- Fiche du cardinal sur le site fiu.edu

- Ressources relatives à la religion :   - Catholic Hierarchy
  - Cardinals of the Holy Roman Church
- Notices dans des dictionnaires ou encyclopédies généralistes :   - Deutsche Biographie
  - Internetowa encyklopedia PWN
  - Polski Słownik Biograficzny
- Notices d'autorité :   - VIAF
  - ISNI
  - IdRef
  - LCCN
  - GND
  - Italie
  - Espagne
  - Pologne
  - NUKAT
  - Vatican
  - Tchéquie
  - WorldCat